# NES Zapper
 (mai 2023).
Si vous disposez d'ouvrages ou d'articles de référence ou si vous connaissez des sites web de qualité traitant du thème abordé ici, merci de compléter l'article en donnant les références utiles à sa vérifiabilité et en les liant à la section « Notes et références ».
Pour un article plus général, voir Nintendo Entertainment System.

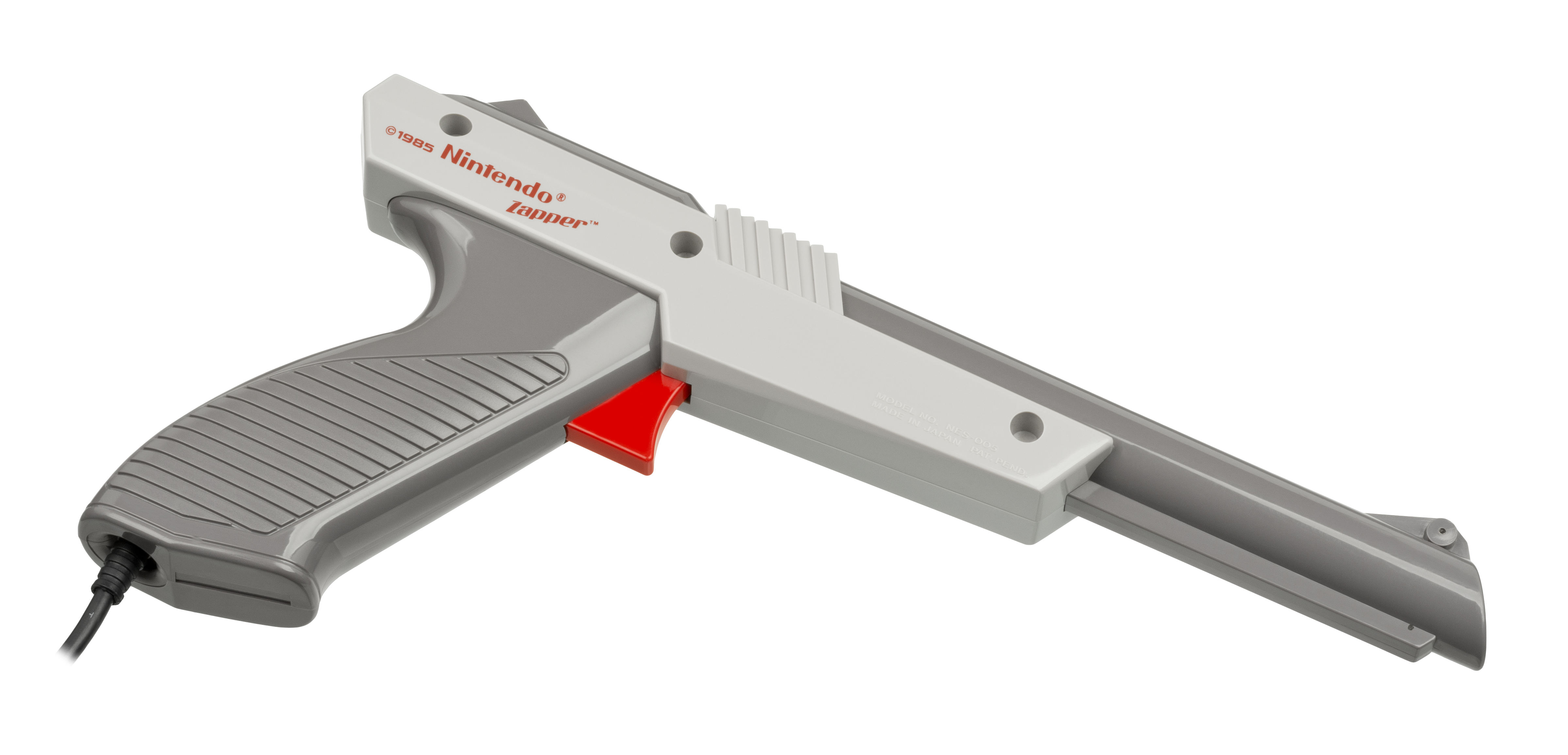
NES Zapper original.

Le NES Zapper (ou Famicom Light Gun au Japon) est un pistolet électronique, vendu comme accessoire de la Nintendo Entertainment System (NES) en 1985 et de la Nintendo Family Computer (Famicom) en 1984. La version japonaise est une représentation réaliste d'un revolver, alors que la version occidentale ressemble plus à un jouet, gardant le schéma de couleur de la NES. Le NES Zapper original est gris, mais une autre version sortie en juin 1989 en couleur orange, la première ressemblant trop à une arme réelle pour le marché occidental. Il permet aux joueurs de tirer sur la télévision, sur des cibles telles que des canards, des pigeons d'argile ou encore des bandits. 

## Fonctionnement
Au moment où la détente du pistolet est déclenchée, la NES n’affiche plus le jeu sur le téléviseur mais un écran totalement noir, puis un carré blanc de taille spécifique à la place de chaque cible. Dans le même temps, la sonde, une photodiode dirigée par le bras du joueur vers l’écran, identifie une grande différence d’intensité (noir à blanc).
La NES vérifie que la variation de flux entrant dans la photodiode (écran noir puis blanc) est d’une durée déterminée. Le même principe est utilisé pour reconnaître la cible touchée s’il en existe plusieurs sur l’écran : le carré blanc de la première cible apparaît un temps donné, le carré de la cible suivante apparaît ensuite, et ainsi de suite. La NES peut ainsi calculer quelle est la cible touchée.
Concrètement, sur tous les jeux NES qui utilisent le Zapper, quand on tire sur une cible, au moment où l'on appuie sur la gâchette, le temps d'un flash, un écran noir s'affiche avec le petit carré blanc où se trouve la cible à viser. Ensuite le duo lentille optique + capteur diode, sert à détecter la justesse ou non d'un signal lumineux blanc entre 50 Hz et 60 Hz. Si oui, la cible est touchée ; si non, le jeu réagit selon sa programmation.
En raison de la technologie optique employée par le Zapper, celui-ci n'est compatible qu'avec les téléviseurs à tubes cathodiques utilisant un système de balayage de couleur indispensable pour pouvoir laisser suffisamment de temps pour le Zapper de détecter le carré blanc . C'est pour cela que, ni les écrans à cristaux liquides LCD, ni les écrans à plasma, ne sont compatibles, en effet ces types d'écran utilisent un système (impensable pour Nintendo dans les années 80) de FPS (images par seconde) qui ne laisse pas le temps au NES Zapper de détecter le carré blanc .
Une modification du circuit électronique est parfois nécessaire, à savoir le remplacement de la résistance de 380 kΩ par une résistance de 100 kΩ pour le rendre plus sensible et compatible avec la plupart des téléviseurs 100 Hz cathodiques. En effet, le temps de rafraîchissement de l'image sur ces dernières est souvent trop bref pour que le circuit du Zapper détecte le carré blanc, à cause d'une rémanence trop faible.

## Jeux compatibles

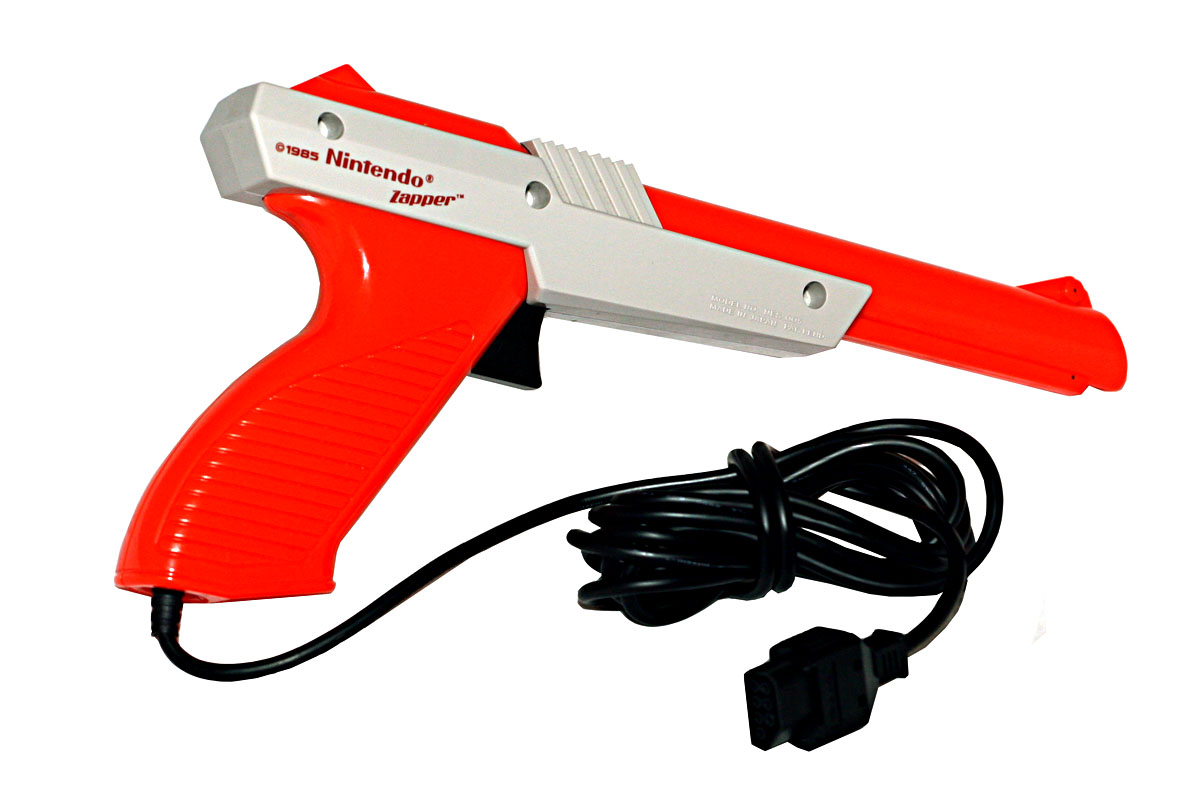
NES Zapper orange.

| - 3 in 1 Super Gun - The Adventures of Bayou Billy - Baby Boomer - Barker Bill's Trick Shooting - Chiller - Duck Hunt | - Freedom Force - Gotcha! - Gumshoe - Hogan's Alley - Laser Invasion - The Lone Ranger | - Mechanized Attack - Operation Wolf - Shooting Range - To the Earth - Track & Field II - Wild Gunman |